# Halecium birulai
Halecium birulai is een hydroïdpoliep uit de familie Haleciidae. De poliep komt uit het geslacht Halecium. Halecium birulai werd in 1929 voor het eerst wetenschappelijk beschreven door Spassky. 